# Добровільні заходи обмеження викидів

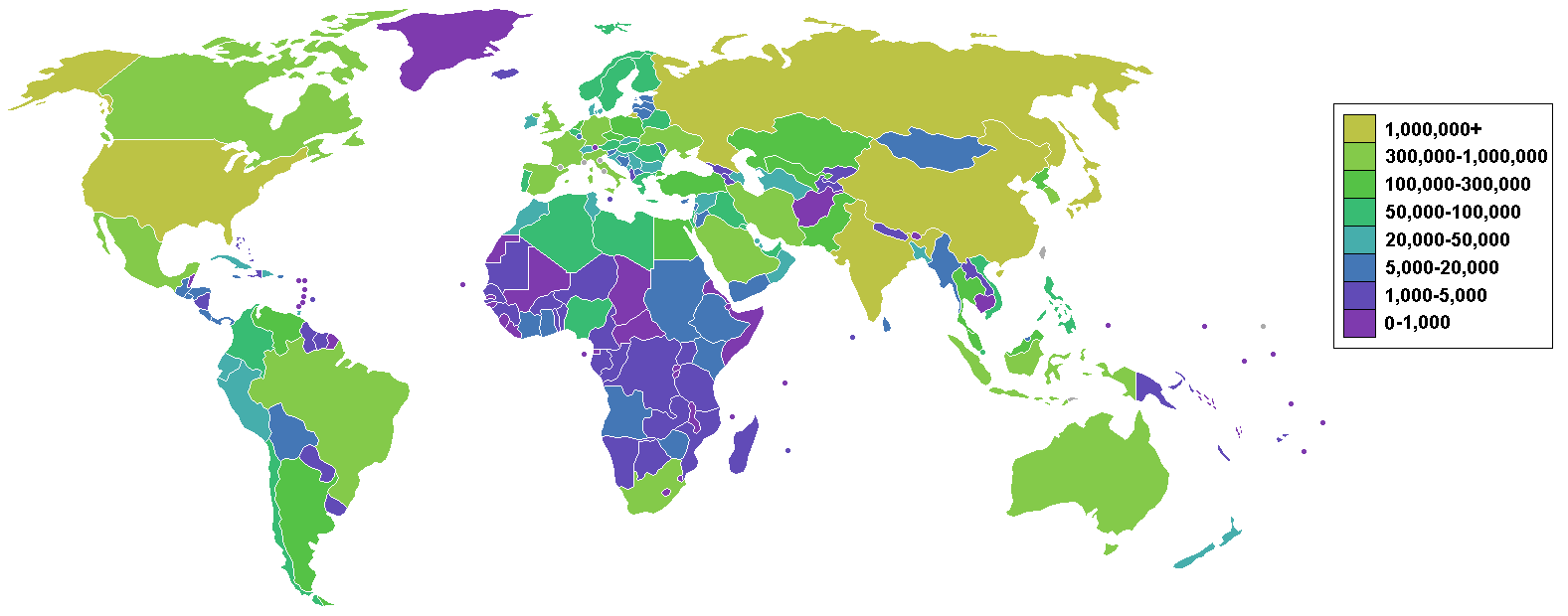
Мапа світу з країнами, пофарбованими в діапазон від синього (менше викидів) до жовтувато-зеленого (більше викидів)

Доброві́льні за́ходи зі скоро́чення (обмеження) ви́кидів (англ. Voluntary Emission Reduction) — заходи зі зменшення викидів парникових газів, які здійснюються суб'єктами екологічного ринку при відсутності обов'язковості лімітування викидів і урядових зобов'язань. Добровільні заходи стосуються будь-якої угоди між приватними сторонами стосовно досягнення екологічних цілей поза рамками того, що підпадає під регулювання. Один VER еквівалентний 1 т викидів CO2е.
Фактично добровільні заходи регулюються не Кіотським протоколом до Рамкової конвенції Організації Об'єднаних Націй про зміну клімату, яким було визначено кількісні цілі із обов'язкового скорочення викидів парникових газів для країн, а за посередництва спеціального Ринку добровільних скорочень (або добровільного вуглецевого ринку), учасниками якого можуть бути як компанії, так і країни.